# Нью-Джерси
Нью-Дже́рси (англ. New Jersey, американское произношение: [ˌnuː ˈdʒɜːrzi] (слушать)о файле) — штат на северо-востоке США.
Получил название от острова Джерси в проливе Ла-Манш. Третий по счёту штат, вошедший в союзное государство. Население — 9 294 493 человека (11-е место в США, данные переписи населения США 2020 года). Плотность населения — 467 чел./км² (1-е место в США, данные переписи населения США 2020 года). Нью-Джерси — один из самых этнически разнообразных штатов США. Этнический состав: итальянцы — 15,0 %, ирландцы — 12,7 %, афроамериканцы — 12,42 %, немцы — 9,2 %, поляки — 5,3 %, англичане — 4,6 %, индейцы — 2,0 %, русские — 1,7 %, арабы — 1,2 %, венгры — 1,0 %, французы — 1,0 %, шотландцы — 0,9 %, португальцы — 0,9 %, голландцы — 0,8 %, греки — 0,7 %, украинцы — 0,6 %, шведы — 0,4 %, норвежцы — 0,4 %, литовцы — 0,4 %, валлийцы — 0,3 %, словаки — 0,3 %, чехи — 0,2 %, датчане — 0,2 %, швейцарцы — 0,2 %. Вся территория штата относится к городским агломерациям Нью-Йорка и Филадельфии.
Столица — город Трентон, крупнейший город — Ньюарк. Официальное прозвище — «Штат садов» (Garden State).

## История
В древности территория штата Нью-Джерси была заселена индейцами племени ленапе. Голландские переселенцы начали обосновываться здесь в 1630-х годах. Большая часть территории нынешнего Нью-Джерси входила тогда, вместе с частью нынешнего штата Нью-Йорк, в состав колонии Новые Нидерланды, со столицей в Новом Амстердаме. Регион перешёл под власть Англии в царствование Карла II, в 1664 году, когда флотилия под командованием полковника Ричарда Николлза вошла в гавань Нового Амстердама и захватила нидерландскую колонию. В том же 1664 году Джеймс, герцог Йоркский, выразил согласие, чтобы часть перешедшей к нему североамериканской территории между реками Гудзон и Делавэр была переуступлена лорду Джону Беркли и сэру Джорджу Картерету, и чтобы в честь родины Картерета эта область получила название «Нью-Джерси». Джерсиец Джордж Картерет был смелый моряк, свято хранивший верность династии Стюартов в трудные для неё годы. И Карл II, в благодарность за поддержку, оказанную ему Картеретом на острове Джерси, решил примерно наградить его.
В 1758 году в Нью-Джерси создана первая индейская резервация, а сами индейцы были признаны как «отечественные зависимые народы», не обладающие суверенитетом над своими территориями.
В 1776 году территория Нью-Джерси оказалась в числе 13 британских колоний, восставших против метрополии. В ходе «Войны за независимость» штат несколько раз переходил от одной воюющей стороны к другой, так что впоследствии он получил прозвище «Перекрёсток Революции» (англ. Crossroads of Revolution). Это наименование использовано на реверсе памятной монеты достоинством 25 центов, выпущенной в 1999 году в честь штата.
18 декабря 1787 года Нью-Джерси стал третьим штатом, вошедшим в США. 20 ноября 1789 года он первым из штатов ратифицировал «Билль о правах».
В последние десятилетия XX века он фактически стал частью огромной Нью-Йоркской агломерации. В штате располагается крупный центр игорного бизнеса — Атлантик-Сити, единственный город США, кроме Лас-Вегаса, где казино разрешено строить на суше. Несмотря на развитую инфраструктуру и высокий уровень жизни, наблюдается интенсивный отток населения, особенно белого, на юг страны, в особенности в штат Флорида. В штат вместе с тем продолжает прибывать значительное количество мигрантов, особенно из латиноамериканского региона.

## География

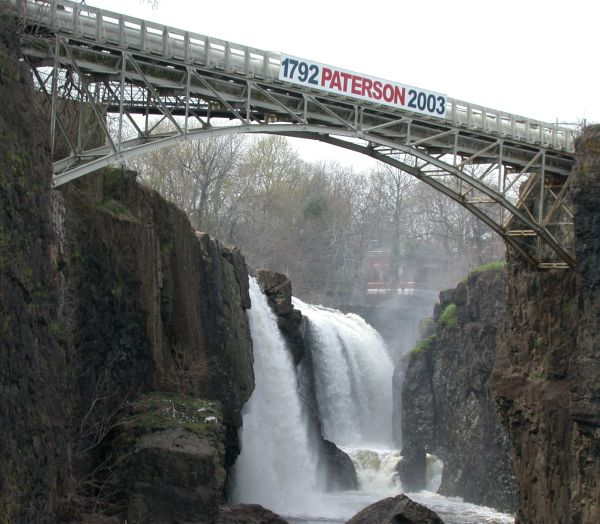
Водопад в городе Патерсон

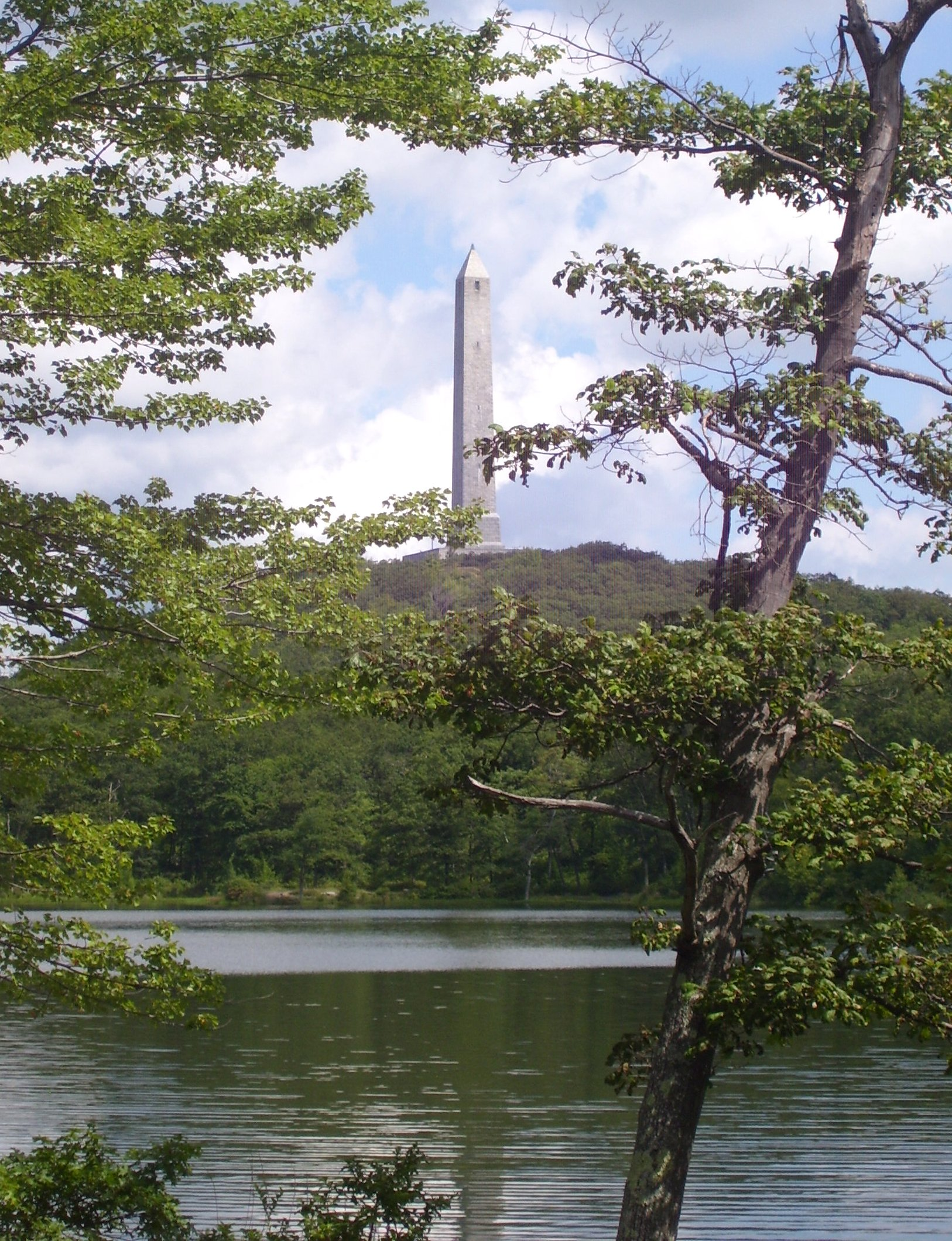
Монумент в месте высшей точки штата

Нью-Джерси расположен в северо-восточной части США. Площадь составляет 22 608 км² (47-е место среди всех штатов страны), из которых лишь 19 230 км² (85,1 %) составляет суша. Омывается водами Атлантического океана (на востоке) и заливом Делавэр (на юго-западе). Граничит с Нью-Йорком (на северо-востоке), Пенсильванией (на западе) и Делавэром (на юго-западе). Высшая точка штата составляет 550 м над уровнем моря, расположена на крайнем севере штата, в округе Сассекс. Территория повышается в направлении с юго-востока на северо-запад.
Крупнейшие реки — Гудзон и Делавэр, из других рек можно отметить: Морис, Манаскуан, Маллика, Масконетконг, Пассейик, Раритан. Вдоль восточного побережья расположен барьерный остров Лонг-Бич.

### Климат
Климат Нью-Джерси — умеренный континентальный. Лето обычно жаркое и влажное, в среднем 25 дней в году температура составляет или превышает 32 °С. Зима — сравнительно холодная, температуры в северо-западной части штата обычно ниже, чем в других районах. Годовой уровень осадков меняется от 1100 до 1300 мм. Уровень твёрдых осадков в течение зимы меняется от 25-38 см на юге и на побережье до 38-76 см в центральной части и на северо-востоке и достигают 100—130 см на северо-западе. В среднем в году 120 дней с осадками.

## Население

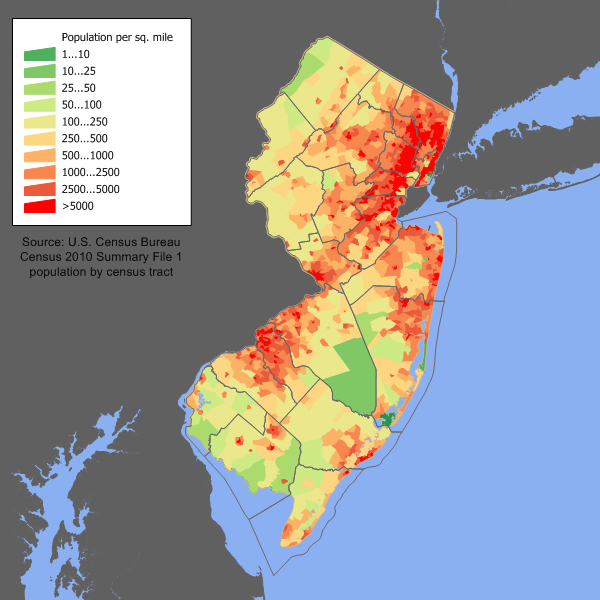
Карта плотности населения

По данным Бюро переписи населения США, на 1 июля 2013 года население штата составляет 8 899 339 человек; по данным переписи 2010 года оно составляло 8 791 894 человека. Расовый состав представлен белыми (68,6 %, в 1970 — 88,6 %), афроамериканцами (13,7 %), азиатами (8,3 %), коренными американцами (0,3 %), представителями других рас (6,4 %), представителями 2 и более рас: 2,7 %. Плотность населения составляет 388,88 чел./км² (1-е место в США). Большая часть населения при этом размещается на территориях, прилегающих к Нью-Йорку и Филадельфии. Сравнительно мало населены северо-западная и юго-восточная часть штата.
Доля лиц в возрасте до 18 лет — 24,8 %; старше 65 лет — 13,2 %. Доля женщин в населении штата — 51,5 %.
По данным на 2005 год, в Нью-Джерси проживает 1,6 млн человек, родившихся за пределами США (19,2 % от населения штата). Население штата — одно из самых разнообразных в стране в плане этнической и религиозной принадлежности. Основные этнические группы Нью-Джерси: итальянцы (17,9 %), ирландцы (15,9 %), африканцы (13,6 %), немцы (12,6 %) и поляки (6,9 %). Для значительной доли населения родным языком является не английский. По данным переписи 2000 года, около 12,31 % населения говорят дома на испанском; 1,12 % — на итальянском; 1,03 % — на португальском; 1,02 % — на тагальском. На 2010 год предполагаемая доля нелегальных иммигрантов составляет 6,4 % (4-й самый высокий показатель в стране).
Динамика численности населения:
- 1940: 4 160 165 чел.
- 1950: 4 835 329 чел.
- 1960: 6 066 782 чел.
- 1970: 7 168 164 чел.
- 1980: 7 364 823 чел.
- 1990: 7 730 188 чел.
- 2000: 8 414 350 чел.
- 2010: 8 791 894 чел.
- 2013: 8 899 339 чел.

## Закон и правительство

### Высшая мера наказания
17 декабря 2007 года губернатор Джон Корзин подписал законопроект, который полностью устранил смертную казнь в Нью-Джерси. Нью-Джерси — третий штат, в котором принимается такое законодательство, начиная с Айовы и Западной Вирджинии, которые приняли его в 1965 году. В Нью-Джерси есть только несколько человек в камере смертников. Одним из наиболее известных смертников был Джесси Тиммендекас, осуждённый в 1996 году за изнасилование и убийство Меган Канка. Корзин в 2007 году подписал законопроект, который заменил смертную казнь на пожизненное заключение без права на досрочное освобождение.

## Транспортное сообщение
Штат обслуживает транспортная компания New Jersey Transit. В неё входят:
- В штате Нью-Джерси имеется железная дорога Нью-Джерси Трэнзит, по которой ходят пригородные поезда в Нью-Йорк, а также в ближние к нему населённые пункты. Также в Нью-Йорк можно добраться метроподобной системой PATH.

- Больше 300 автобусных маршрутов, обслуживающих штат Нью-Джерси, а также связывающих его с Нью-Йорком, Филадельфией и ближними к Нью-Йорку населёнными пунктами.

- Система скоростного трамвая Hudson Bergen Light Rail (лёгкого метро) оказывает удобное сообщение жителям северо-восточной части штата Нью-Джерси. Связывает города Вихокен, Хобокен, Джерси-Сити, Бейонн. Система работает на электрической тяге, от контактного провода.

- Недавно в юго-западной части Нью-Джерси построили систему скоростного трамвая на дизельной тяге.

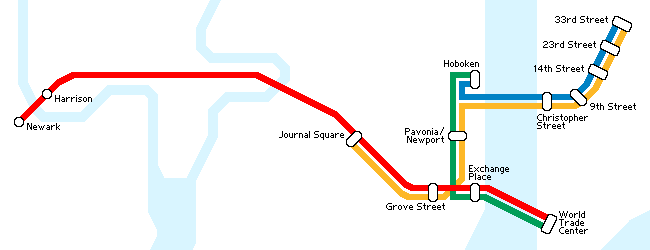
Карта системы PATH

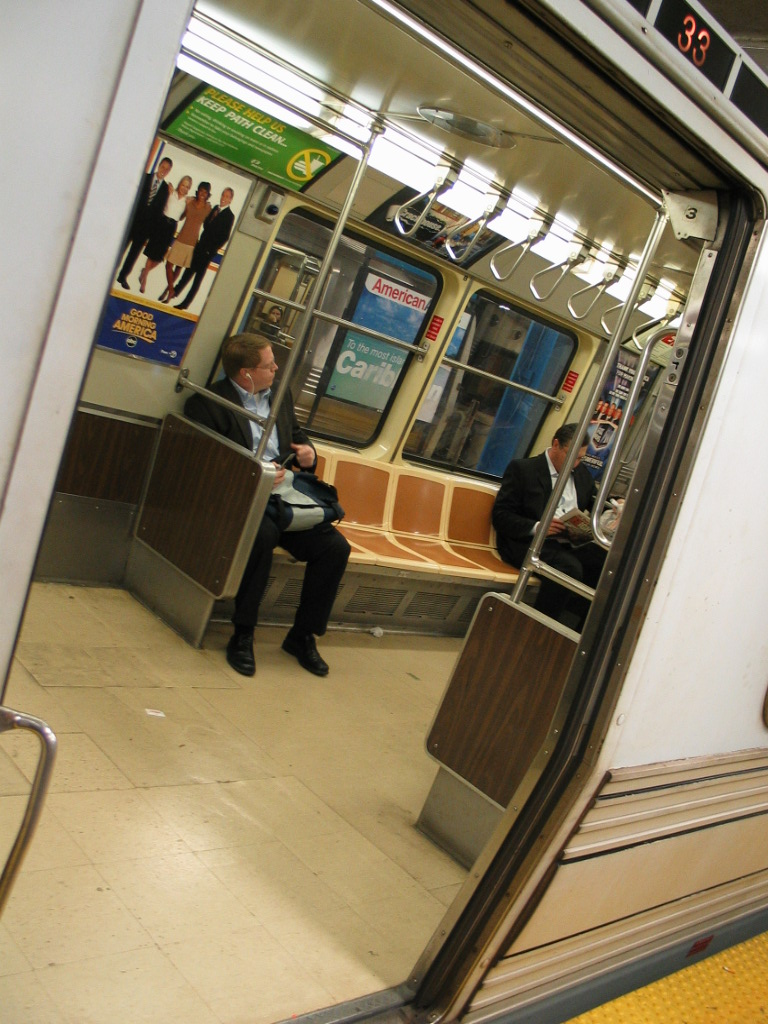
Вход в поезд PATH

- PATH (англ. Port Authority Trans-Hudson) — метроподобная система железных дорог, соединяющая центр Манхэттена с городами штата Нью-Джерси: Джерси-Сити, Хобокеном, Гаррисоном и Ньюарком. Система работает под управлением Портовой Администрации Нью-Йорка и Нью-Джерси. Некоторые станции PATH интегрированы со станциями Нью-Йоркского Метрополитена, лёгким метро в Ньюарке, системой скоростного трамвая Hudson Bergen Ligh Rail. Пересадки платные. PATH одна из немногих в мире систем транспорта, работающих круглые сутки. 65 % путей проходят под землёй. Общая протяжённость линий 22 км.

## Экономика
По данным Бюро экономического анализа США, ВВП штата в 2003 году составил 397 млрд $. Пять округов штата входят в число округов с самым высоким доходом в Соединённых Штатах: Сомерсет (7-е место), Моррис (10-е), Хантердон (13-е), Берген (21-е), Монмут (42-е). В первую сотню самых «богатых» округов США входят ещё четыре округа штата.

## Образование и наука

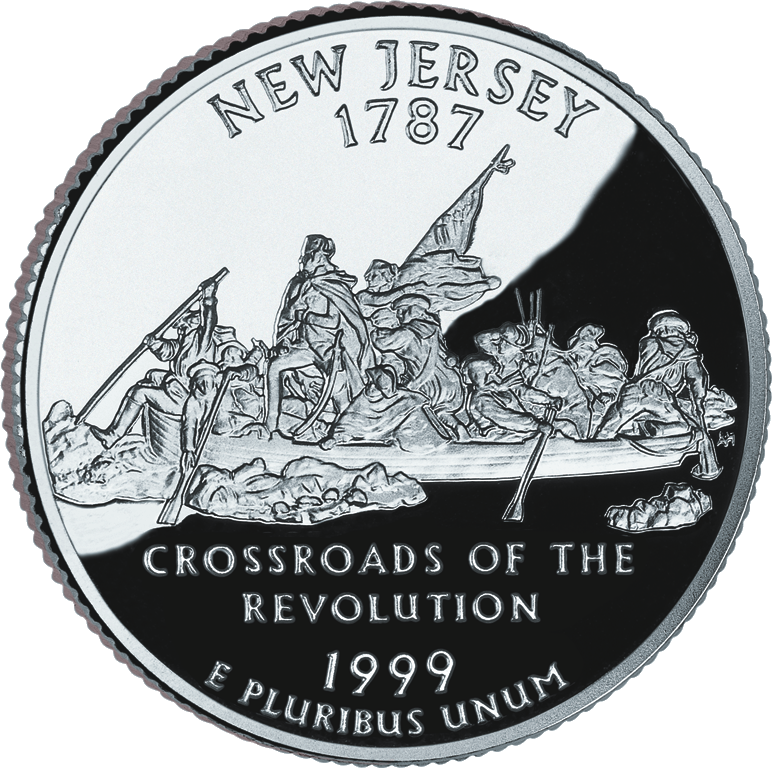
Монета 25 центов, посвящённая штату

Городом с самым лучшим образованием (пять младших школ, две средних (обе имеют 10 баллов) и одна старшая) является Риджвуд, расположенный на севере штата.
Принстонский и Ратгерский университеты являются самыми известными университетами штата. В Принстоне расположен Институт перспективных исследований, в нём работали Альберт Эйнштейн, Джон фон Нейман, Курт Гёдель.

## Архитектура
В штате расположены несколько небоскрёбов, самый высокий из них — 30 Hudson Street (Джерси-Сити, 238 метров).